# تئودور شوان
تئودور شوان (۷ دسامبر ۱۸۱۰ – ۱۱ ژانویه ۱۸۸۲) زیست‌شناس آلمانی بود. پدر او در چاپخانه کار می‌کرد. او در نظریه سلولی امروزی نقش مهمی داشت. وی برای نخستین بار سلول‌های شوان را شناسایی کرد. همچنین وی کاشف آنزیم پپسین است.